# Katedrála Krista Spasitele (Moskva)
Katedrála Krista Spasitele (rusky Храм Христa Спасителя) v Moskvě je druhý největší pravoslavný kostel na světě. Byl postaven v 19. století na památku vítězství nad Napoleonem. V roce 1931 byl stržen, aby udělal místo plánovanému Paláci sovětů, jenž však nikdy nebyl postaven. Obnova chrámu proběhla v letech 1994–2000.

## Historie

### Výstavba

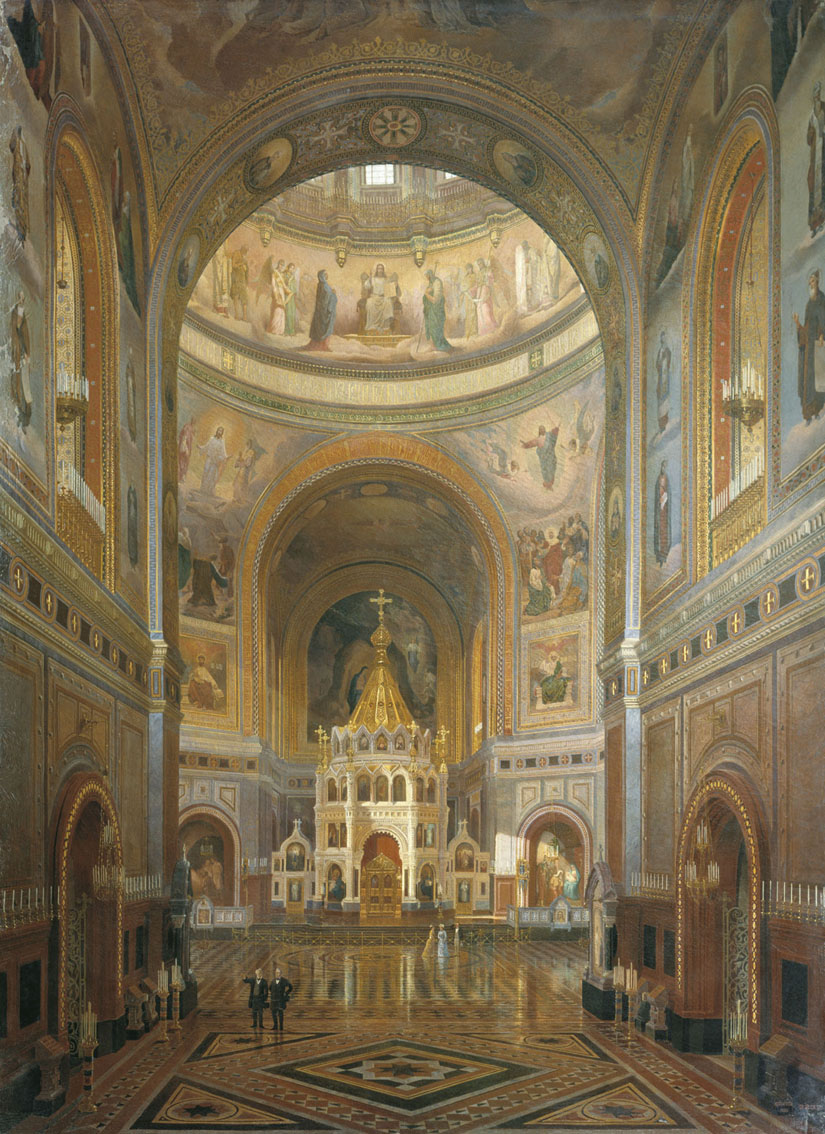
Pohled do interiéru původního Chrámu Krista Spasitele na malbě Fjodora Klagese

Chrám Krista Spasitele navazuje na dlouhou tradici chrámů-památníků, která sahá už do předmongolských dob. Myšlenka k jeho vybudování vznikla v roce 1812 k oslavě vítězství nad Napoleonem při jeho neúspěšném tažení do Ruska.
25. prosince, když poslední napoleonská vojska opustila území Ruska, podepsal car Alexandr I. Nejvyšší manifest o vybudování kostela „k uchování věčné památky bezpříkladného úsilí, věrnosti a lásky k Víře a Vlasti, jakými se v tyto těžké časy povznesl ruský lid a k oznámení naší vděčnosti Boží prozřetelnosti, která spasila Rusko od hrozící záhuby“
První stavba byla zahájena podle novoklasického návrhu architekta Vitberga na Vrabčích horách v roce 1817, ale úmysl byl opuštěn kvůli nestabilnímu podloží.

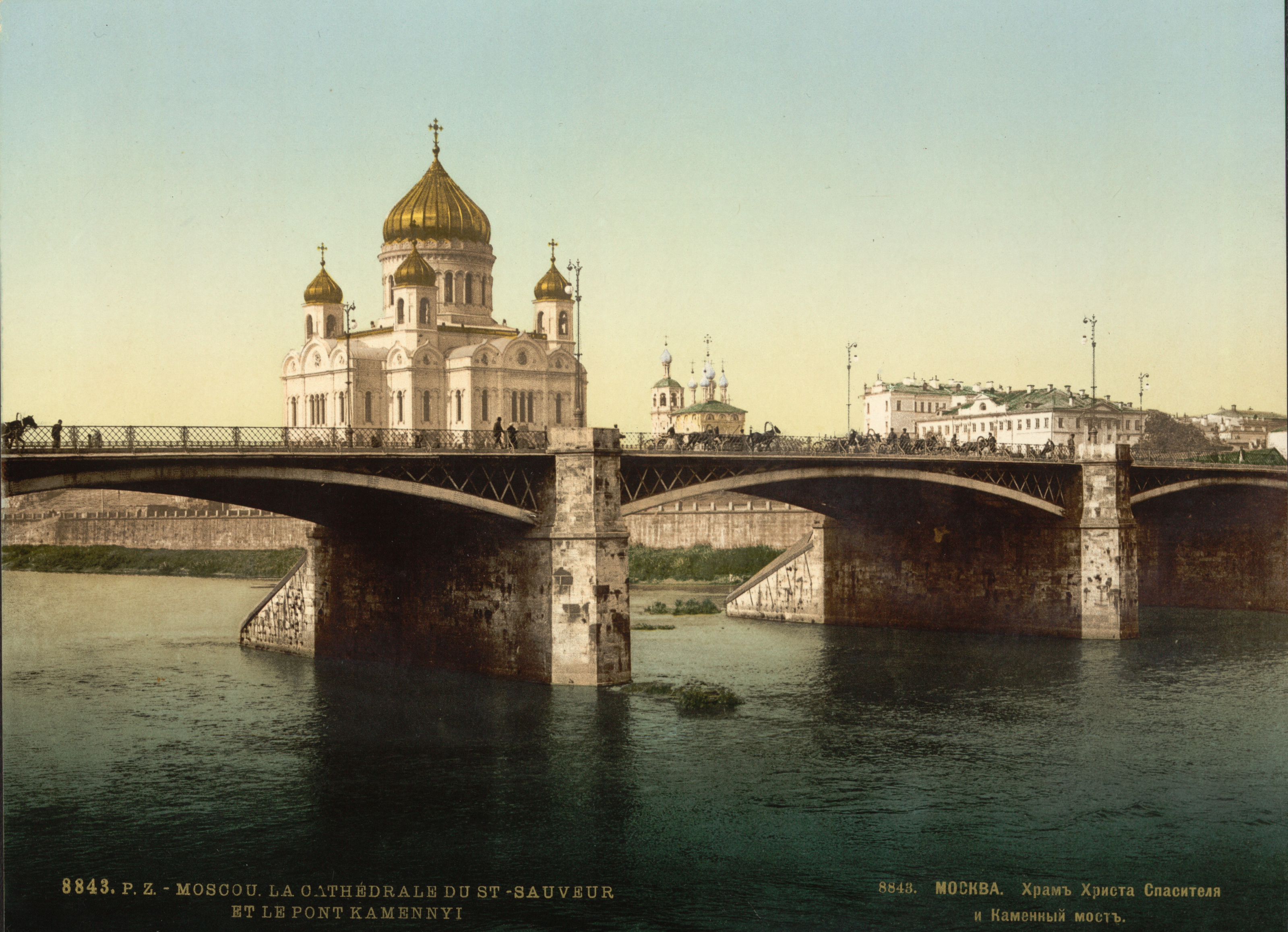
Katedrála v roce 1905 (fotochrom)

Ve druhé soutěži na architektonický návrh stavby vybral car Mikuláš I. Konstantina Thona. Sám car vybral nové místo na břehu řeky Moskvy, kde byly vykoupeny pozemky, vybourána výstavba a konstrukce chrámu zahájena 10. září 1839. Říká se, že abatyše zaniklého Aleksejevského kláštera, který byl mezi rozbořenými stavbami, proklela místo a předpověděla, že na něm nic dlouho nebude stát.
Stavba chrámu trvala bezmála 44 let, její cena se vyšplhala na 15 milionů rublů. Obří kupole byla zdvižena v roce 1849, lešení kolem stavby bylo odstraněno v roce 1860, ale ještě dvacet let pokračovaly práce na vnitřní výzdobě, kterých se účastnili např. malíři Vasilij Surikov, Ivan Kramskoj, Vasilij Věreščagin a další.
Slavnostní otevření chrámu proběhlo 26. května 1883, za účasti cara Alexandra III. ho vedl moskevský metropolita Joannikij.
Přízemí chrámu bylo koncipováno jako galerie na památku vítězství nad Napoleonem, na 1000 m2 ploch zdí pokrývaly reliéfy z carrarského mramoru zobrazující slavné vojevůdce, pluky a bitvy z té doby.

### Život chrámu
Chrám se brzy stal klíčovým místem pro mnohé události kulturního i společenského života. V roce 1882 tu měla premiéru Slavnostní předehra 1812 Petra Iljiče Čajkovského, napsaná také na památku vítězství nad Napoleonem. Vysokou uměleckou úrovní vynikal zdejší chrámový pěvecký sbor. V chrámu byla bohatá knihovna s mnoha cennými svazky.
Chrám byl místem korunovací, celonárodní slavnosti (např. 500 let od smrti Sergeje Radoněžského, 100 let od konce vítězství nad Napoleonem, 300 let panování rodu Romanovců). Hlavní církevní svátek chrámu (Narození Páně) byl Moskvou každoročně slaven jako svátek vítězství nad Napoleonem.

### Demolice

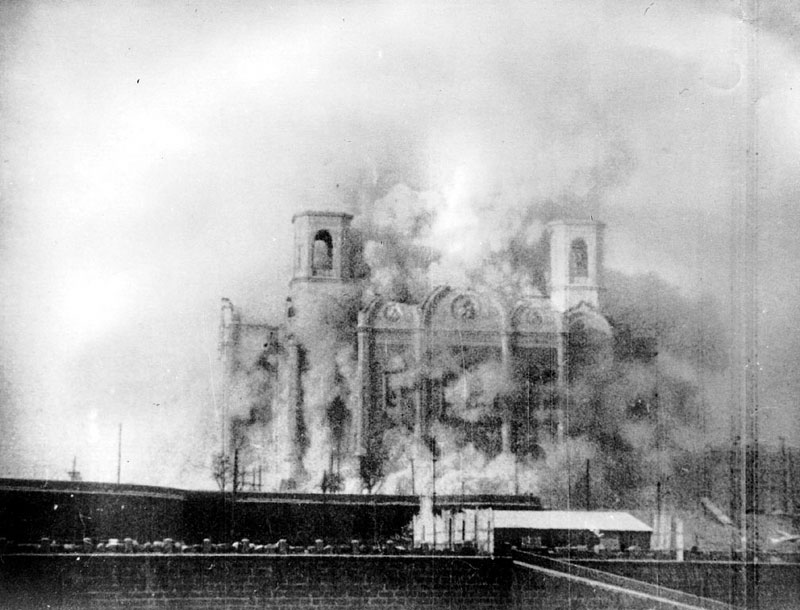
Demolice původního chrámu

Ještě po říjnové revoluci 1917 byl chrám několik let otevřen, až do roku 1929. 2. června 1931 rozhodlo vedení Komunistické strany SSSR o tom, že právě na místě chrámu bude vybudován plánovaný obří Palác sovětů. Několik měsíců probíhala urychlená demontáž budovy, díky níž se podařilo částečně na náklady státu a částečně na náklady Donského kláštera zachránit výzdobu a vybavení chrámu.
Chrám byl definitivně zničen dvěma výbuchy. Budova první přestála, druhý byl podle výpovědí pamětníků citelný i ve vzdálenějších čtvrtích Moskvy. Samo odstranění trosek po explozích trvalo téměř jeden a půl roku.
|                                                               |
| Fragmenty výzdoby prvního chrámu, uchované v Donském klášteře |

Stavba Paláce sovětů byla sice zahájena v roce 1937, ale přerušilo ji napadení Sovětského svazu nacistickým Německem a začátek Velké vlastenecké války a jejím konci už nebyla obnovena.
Na místě chrámu tak dlouhá léta byla pouze zatopená základová jáma, později využitá k výstavbě obřího otevřeného bazénu Moskva.

### Obnova

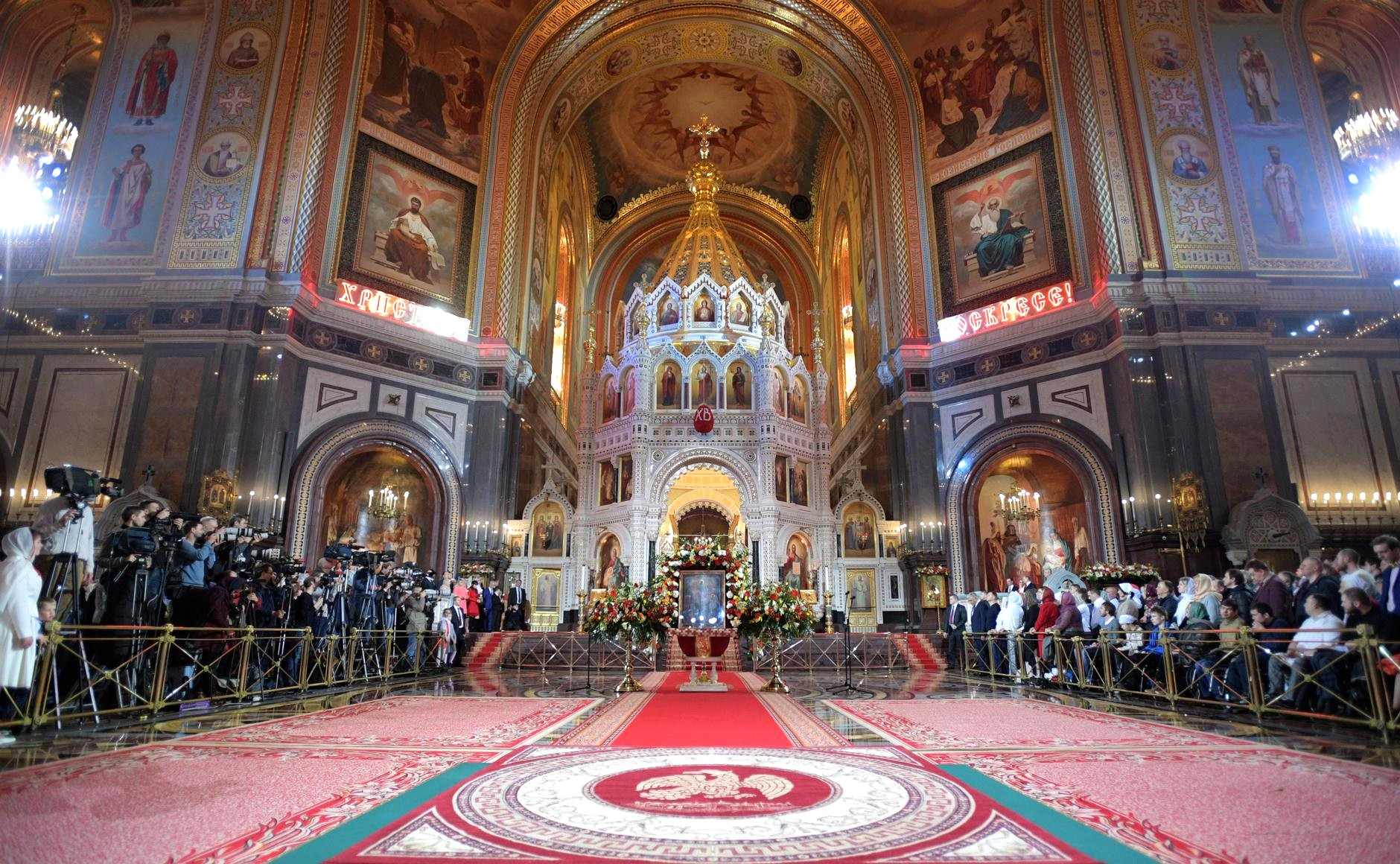
Interiér obnovené katedrály, slavnostní velikonoční liturgie, 2017

V 90. letech 20. století vzniklo v Moskvě velké hnutí za obnovu chrámu, tentokrát zvláště jako symbolu pokání. 5. prosince 1990 byl položen základní kámen, nadace na obnovu chrámu vznikla v roce 1992.
Projekt restaurace chrámu připravil Alexej Děnisov a dokončil ji Zurab Cereteli, jimi navržená a realizovaná vnitřní sochařská a malířská výzdoba neodpovídá původním zdrojům. Stavba nového chrámu začala v roce 1994, ale nyní ji už neprovázelo podobné náboženské nadšení, místo toho to byly spory, obvinění z korupce a politických tlaků. Stavba sama probíhala velmi rychle, chrám byl otevřen 31. prosince 1999, v předvečer 2000. výročí narození Krista. Vysvěcení chrámu proběhlo 19. srpna 2000, den nato následovala kanonizace členů carské rodiny.
V dubnu 2007 zde měli občané Moskvy možnost rozloučit se s Borisem Jelcinem. 17. května téhož roku se v katedrále konal ceremoniál oslavující znovusjednocení ruské pravoslavné církve (rozdělena byla v letech 1927-2007), které bylo zpečetěno podepsáním dohody týž den.

## Architektura

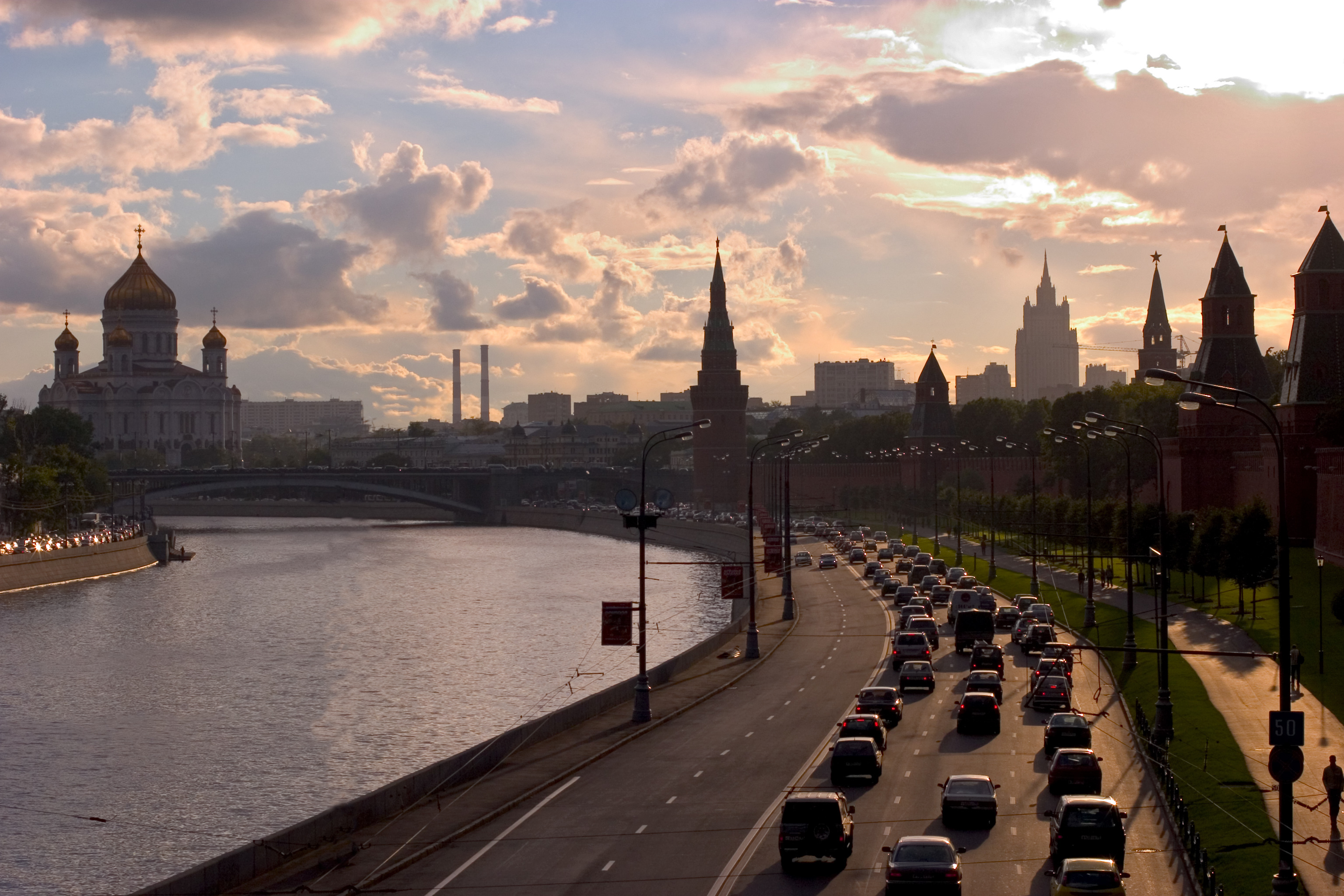
Kremelské nábřeží s chrámem vlevo

Bohoslužeb v chrámu se může účastnit na 10 tisíc věřících. Jeho půdorys má tvar kříže o stejné délce ramen, jeho šířka je zhruba 85 metrů. Výška kupole s křížem je 103 metrů, o 1,5 metru vyšší než druhý nejvyšší ruský kostel, Isaakijevský chrám v Petrohradě.
Je postaven v tzv. ruském byzantském slohu. Interiér chrámu je bohatě zdoben, na 9000 m2 ploch je pozlaceno.

## Současnost
Chrám má nyní plný název Katedrální církevní chrám Krista Spasitele (ve jménu Narození Krista) (rusky: Кафедральный Соборный храм Христа Спасителя (во имя Рождества Христова)), často se ale pro něj užívá i zkratka XXC. Je sídelním chrámem patriarchy ruské pravoslavné církve.
V chrámu se nachází muzeum, které patří k Moskevskému městskému muzeu dějin města Moskvy. Chrám po obnově původně patřil městu, nyní je již v majetku Moskevské patriarchie.